# Vana Tallinn (ferry)
Ne pas confondre avec la liqueur estonienne Vana Tallinn.
Le Vana Tallinn est un ferry ayant appartenu à la compagnie estonienne Tallink. Construit entre 1973 et 1974 aux chantiers Aalborg Skibsværft pour la compagnie danoise DFDS, il était à l'origine nommé Dana Regina. Mis en service en juillet 1974, il assure dans un premier temps la liaison entre le Danemark et le Royaume-Uni avant d'être transféré sur les lignes vers la Norvège en octobre 1983. Remplacé en juin 1990 par un navire plus imposant, il est cédé à la compagnie suédoise Nordström & Thulin et affrété par sa filiale EstLine qui l'emploie entre l'Estonie et la Suède sous le nom de Nord Estonia. Supplanté en février 1993 par le nouvel Estonia, il est tout d'abord affrété par la compagnie norvégienne Larvik Line qui le fait naviguer de mars à novembre entre la Norvège et le Danemark sous le nom de Thor Heyerdahl, puis est revendu en avril 1994 à la société estonienne Inreko. Rebaptisé Vana Tallinn, il est affecté à compter de mai 1994 sur les liaisons de la compagnie Tallink entre l'Estonie et la Finlande. Après avoir brièvement navigué sous la marque TH Ferries de 1996 à 1997 en raison du départ d'Inreko de l'actionnariat de Tallink, le navire réintègrera la flotte de l'armateur estonien, dans un premier temps sous affrètement, puis en pleine propriété à partir de 2002. C'est aussi cette année-là qu'il cesse de relier l'Estonie et la Finlande et est employé sur des lignes secondaires de Tallink vers la Suède au départ de Paldiski mais aussi de Riga en Lettonie entre 2007 et 2008. Retiré du service en avril 2009, il est vendu en 2011 à la société albanaise AllFerries. Exploité en mer Adriatique entre l'Albanie et l'Italie sous le nom d'Adriatica Queen, il est cependant immobilisé à partir de juillet 2012. Vendu à la ferraille en 2014, il est échoué en avril sur les plages d'Aliağa en Turquie et démantelé.

## Histoire

### Origines et construction
À la fin des années 1960, la compagnie danoise DFDS décide de renouveler sa flotte en service entre le Danemark et le Royaume-Uni. Bien que relativement récents, les car-ferries England et Winston Churchill, mis en service respectivement en 1964 et 1967, sont rapidement dépassés par l'augmentation du trafic, aussi bien passager que véhicule et fret. Le 24 décembre 1969, DFDS décide de passer commande d'un premier navire destiné à remplacer l‘England.
Conçu selon les derniers standards de l'époque, ce navire de 153 mètres se distingue notamment par son vaste garage s'étendant sur toute la largeur, permettant ainsi une capacité de roulage bien plus importante que la plupart des unités de la flotte. Pouvant accueillir 300 véhicules ou une centaine de remorques, ce garage a été spécialement étudié pour faire face à la demande. Prévu pour transporter un millier de passagers, les aménagements leur étant dédié sont dotés de tout le confort moderne avec des cabines privatives équipées de sanitaires mais surtout des locaux variés avec plusieurs bars et restaurants ainsi qu'une galerie marchande, le tout occupant un pont entier. 
Mis sur cale aux chantiers Aalborg Skibsværft le 7 mai 1973, le navire, baptisé Dana Regina, est lancé le 31 août. Une fois les travaux de finitions achevés, il réalise ses essais en mer le 9 juin 1974 puis est livré à DFDS quelques semaines plus tard, le 28 juin.

### Service

#### DFDS (1974-1990)

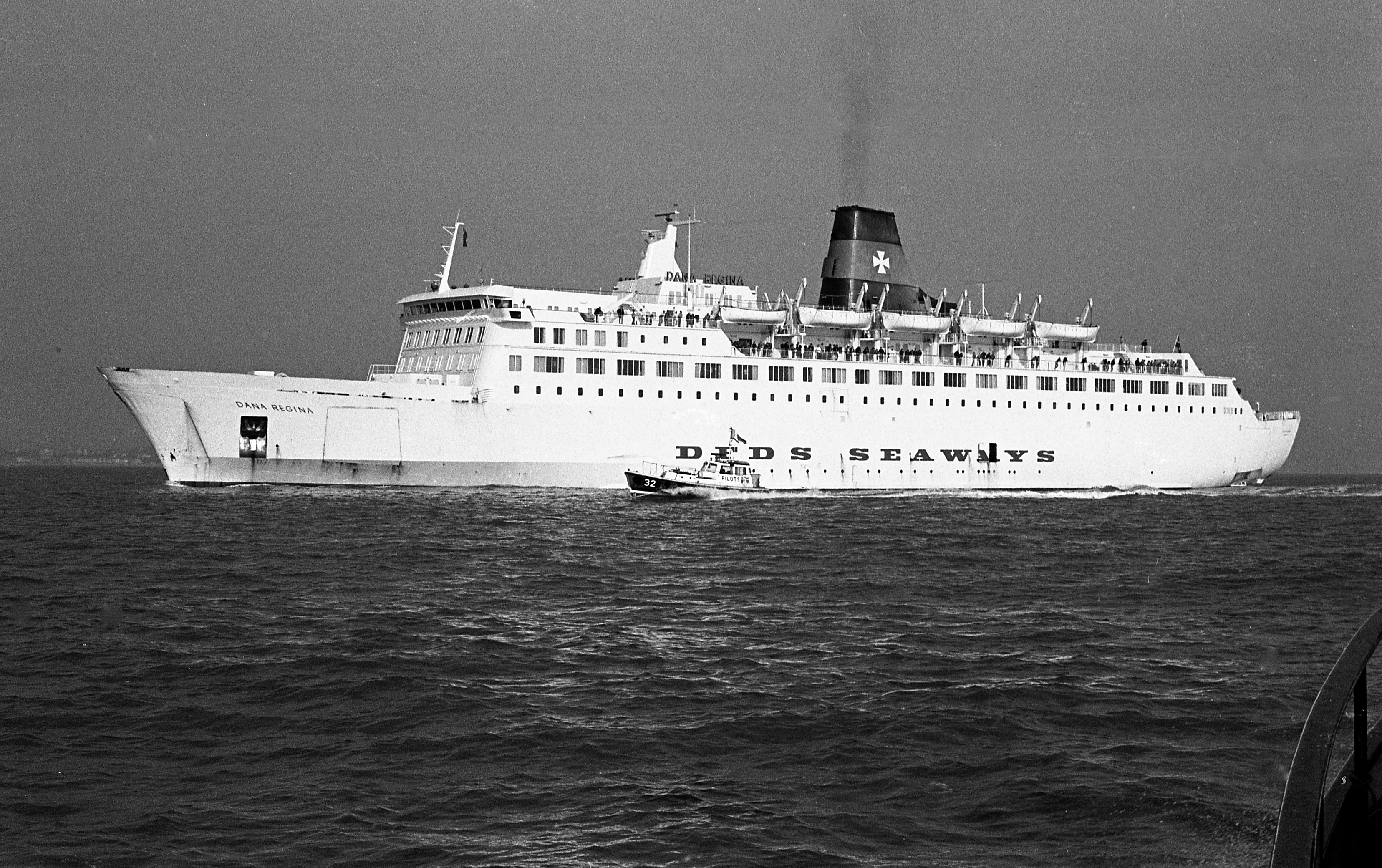
Le Dana Regina à Harwich en 1979.

Peu de temps après sa livraison, le Dana Regina quitte Aalborg pour Copenhague, le navire s'amarre pour la première fois dans son port d'attache le 29 juin 1974. Quelques jours plus tard le 1er juillet, il appareille de la capitale danoise et effectue une croisière de présentation qui le mène à Harwich ainsi qu'à Londres. Le 8 juillet, le Dana Regina entame son service commercial régulier entre Esbjerg et Harwich.
En 1983, DFDS rachète des parts de la compagnie suédoise Tor Line dont les navires opèrent entre autres sur les liaisons entre la Suède et le Royaume-Uni. Au mois d'octobre, DFDS décide de combiner la desserte depuis la Suède et le Danemark et d'y positionner le ferry Tor Britannia. En conséquence, le Dana Regina est transféré sur les lignes reliant le Danemark et la Norvège et commence ses rotations entre Copenhague et Oslo le 3 octobre.
En 1989, DFDS fait l'acquisition auprès de la compagnie finlandaise Effoa de l'imposant cruise-ferry Finlandia, destiné à naviguer entre Copenhague et Oslo en remplacement du Dana Regina. Maintenu en service en attendant la livraison du nouveau navire, il assure sa dernière traversée pour le compte de DFDS le 1er juin 1990, date à laquelle lui succède son remplaçant rebaptisé Queen of Scandinavia. Le 2 juin, le Dana Regina est revendu à l'armateur suédois Nordström & Thulin.

#### Nordström & Thulin (1990-1994)
Réceptionné par son nouveau propriétaire, le navire rejoint immédiatement la Suède afin d'être transformé en vue de sa future affectation en mer Baltique. Son acquisition par Nordström & Thulin intervient dans le cadre d'un partenariat avec l'homme d'affaires estonien Hans Laidwa en vue de la mise en place d'une liaison maritime entre la RSS d'Estonie, faisant partie à cette époque de l'URSS, et la Suède. Encouragé par l'ouverture progressive de l'Union soviétique au marché occidental, Laidwa s'était associé en 1989 à Nordström & Thulin pour fonder la compagnie EstLine. Le Dana Regina constitue ainsi le premier navire de l'armement. Transformé à Göteborg du 2 au 13 juin, le car-ferry, rebaptisé Nord Estonia dans la foulée, bénéficie de quelques travaux de rénovations. Sa capacité est augmentée, ses intérieurs sont modernisés et un bloc supplémentaire est ajouté à l'arrière afin de permettre l'aménagement d'un centre de conférence. 
Une fois les transformations terminées, le Nord Estonia, paré des couleurs d'EstLine, quitte Göteborg le 15 juin à destination de Stockholm, son nouveau port d'attache. Le 16 juin, il effectue une visite au port de Tallinn avant de regagner la Suède dans la journée. Un peu plus tard ce même jour, il quitte de nouveau Stockholm pour sa première traversée commerciale à destination de Tallinn. Le Nord Estonia est alors le premier navire à relier la Suède à l'Estonie depuis son annexion par l'URSS en 1940. Dès sa mise en service, la ligne rencontre un très grand succès, tant de la part des estoniens, curieux de découvrir le mode de vie occidental que de la part des suédois, très friands du tourisme maritime autour de la Baltique. 
En août 1991, l'Estonie proclame officiellement son indépendance vis à vis de l'URSS. Cet évènement va cependant entraîner une hausse du trafic passager, rendant progressivement le Nord Estonia inadapté. Au début de l'année 1993, EstLine prend la décision de le remplacer par un navire plus imposant. C'est ainsi que le 1er février, le Nord Estonia est supplanté par le ferry Estonia, plus capacitaire et proposant un confort d'une qualité bien supérieure. 
Retiré du service et désarmé à Landskrona, il est affrété à compter du mois de mars 1993 par la compagnie norvégienne Larvik Line. Rebaptisé Thor Heyerdahl, il est employé entre le 7 mars et le 29 novembre entre la Norvège et le Danemark sur la ligne Larvik - Frederikshavn. À l'issue de cet affrètement, il est désarmé à Göteborg à compter du 1er décembre. Le 27 avril 1994, il est finalement cédé à la société estonienne Inreko. 

#### Tallink (1994-2011)

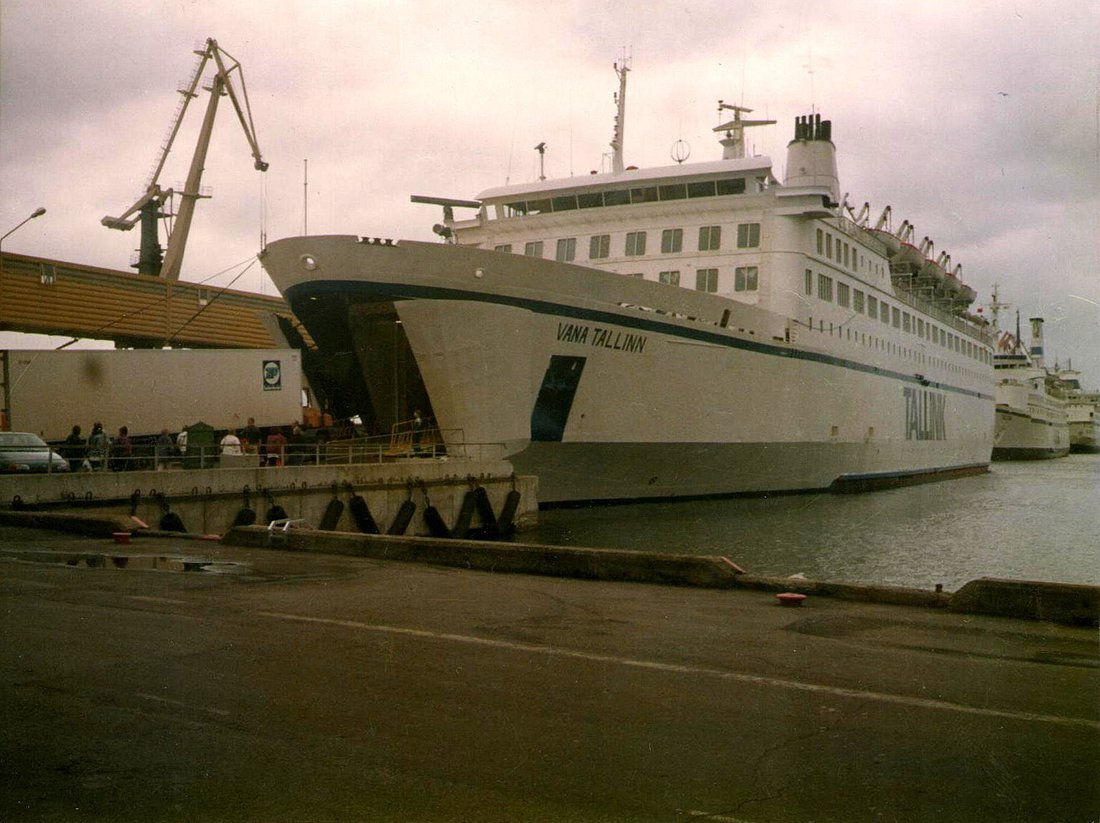
Le Vana Tallinn en juillet 1996.

Livré à la société Inreko le 27 avril 1994, le navire rejoint Bremerhaven le 29 avril afin de subir quelques transformations. Prévu pour être exploité par la compagnie Tallink, dans laquelle Inreko possède quelques parts, entre l'Estonie et la Finlande, il est renommé Vana Tallinn au début du mois de mai. Son nom signifie en estonien « Vieux Tallinn », en référence au quartier historique de la capitale estonienne. À l'issue des travaux, le navire est mis en service le 13 mai entre Tallinn et Helsinki sous affrètement par la société Hansatee, entité gérant la flotte de Tallink. 
En 1996, au cours d'un arrêt technique réalisé entre les mois de février et mars, le navire est partiellement remotorisé avec le remplacement de deux des quatre moteurs B&W originaux par des machines de marque Sulzer. Cette même année 1996, le prix d'affrètement du car-ferry sera à l'origine d'un désaccord entre l'armateur ESCO, actionnaire majoritaire de Tallink, et Inreko. La situation aboutira au départ de cette dernière de l'actionnariat de Tallink et la rupture de la charte d'affrètement du Vana Tallinn qui sera transféré le 18 décembre sous les couleurs de compagnie TH Ferries, filiale d'Inreko spécialement créée pour son exploitation. Cette compagnie ne parviendra cependant pas à concurrencer Tallink et cessera ses activités en décembre 1997. Le Vana Tallinn quant à lui sera de nouveau affrété par Hansatee et retournera au sein de la flotte de Tallink dès janvier 1998. À l'occasion de son retour sous les couleurs de l'armateur estonien, sa livrée est modifiée, sa coque est repeinte en bleu, des bandes rouges sont ajoutées au niveau des superstructures et la cheminée est également repeinte aux couleurs de Tallink.
En juin 2001, à l'occasion d'un arrêt technique effectué au chantier Baltic Ship Repaires de Tallinn, les moteurs bâbord du navire sont remplacés à leur tour par des modèles similaires à ceux installés à tribord en 1996. Le 25 août 2002, en raison de la mise en service quelques mois plus tôt de l'imposant cruise-ferry Romantika, le Vana Tallinn cesse de relier Tallinn et Helsinki. Entre-temps racheté en pleine propriété par Tallink, il est affecté à compter du 11 octobre sur une ligne secondaire de l'armateur entre Paldiski et Kapellskär en Suède. À cette période, sa livrée est légèrement modifiée avec le retrait des bandes rouges au niveau des superstructures.
Au cours des années 2000, en plus de sa principale affectation entre Paldiski et Kapellskär, le Vana Tallinn va parfois connaître d'autres utilisations telles que son affrètement à deux reprises par la société Expo Tour qui organisera à son bord deux croisières de au départ de Tallinn vers Saint-Pétersbourg, Helsinki et Stockholm à l'occasion du réveillion du nouvel an de 2006 mais aussi celui de 2007. Il retrouvera aussi brièvement la liaison Tallinn - Helsinki entre le 10 janvier et le 4 avril 2007 afin de remplacer le Meloodia, affrété en Méditerranée, et en attendant l'arrivée du nouveau ferry rapide Star. Il sera ensuite affecté à compter du 26 avril sur la liaison de Tallink reliant la Lettonie à la Suède. À cette occasion, le navire délaisse le pavillon estonien pour le pavillon letton. Le Vana Tallinn navigue entre Riga et Stockholm jusqu'au 2 août 2008 avant d'être remplacé sur cet axe par le cruise-ferry Silja Festival. Il retrouve finalement en octobre la ligne Paldiski - Kapellskär sur laquelle il est cette fois-ci armé en tant que cargo. Le 14 avril 2009, le Vana Tallinn arrive à Paldiski et achève sa toute dernière traversée pour le compte de Tallink. Désarmé dans un premier temps à Kopli puis déplacé à Paljassaare, il est vendu le 1er juin 2011 à la société albanaise AllFerries sous la forme d'un contrat de location-vente de trois ans.

#### AllFerries (2011-2014)

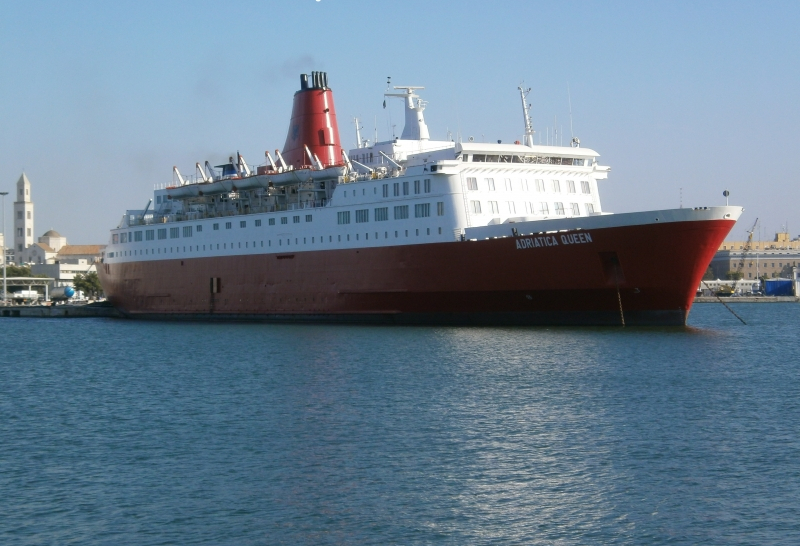
LAdriatica Queen à Bari en juillet 2012.

Rebaptisé Adriatica Queen le 7 juillet 2011 et enregistré sous pavillon panaméen, le navire quitte définitivement l'Estonie le 30 juillet à destination de l'Italie. Arrivé à Bari, il rejoint ensuite l'Albanie le 28 août afin d'être mis aux standards de son nouveau propriétaire. À cet effet, sa coque et sa cheminée sont repeintes en rouge et les armoiries de l'Albanie sont peintes sur cette dernière. Une fois les transformations achevées, le navire est mis en service en novembre entre Durrës et Bari. Son exploitation sur cette ligne est cependant de courte durée puisque le 30 juillet 2012, la compagnie AllFerries cesse ses activités. Désarmé à Durrës, l'Adriatica Queen reste immobilisé durant presque deux ans. Finalement vendu à la démolition, il rejoint le 23 avril 2014 le chantier d'Aliağa en Turquie pour y être ferraillé.

## Aménagements
Le Vana Tallinn possédait 9 ponts numérotés du plus bas jusqu'au plus haut de 1 à 8 (la logique aurait été de 1 à 9, cependant, les deux ponts garages étaient comptés comme les ponts 3A et 3B, créant ainsi un décalage). Les locaux passagers se situaient sur la totalité des ponts 4 et 5 ainsi que sur une partie des ponts 6, 2 et 1 tandis que ceux de l'équipage occupent principalement les ponts 6 et 7. Les ponts 3A et 3B étaient pour leur part consacrés aux garages.

### Locaux communs
À l'époque danoise, le Dana Regina était équipé sur le pont 5 d'un restaurant à l'avant, d'une cafétéria à l'arrière, d'un restaurant buffet, d'un pub, d'une galerie marchande ainsi que d'un club VIP. Sur le pont 6 avant se trouvait le bar principal.
Sous pavillon estonien, les installations sont pour la plupart conservées, à l'exception du restaurant à l'avant, transformé en buffet avec un restaurant à la carte est aménagé à proximité, ainsi que du club VIP, supprimé au profit de la cafétéria. Des installations ont également été ajoutées telles qu'un centre de conférence ainsi qu'un supermarché sur le pont 6.

### Cabines
Le Vana Tallinn possédait une centaine de cabines privatives internes et externes d'une capacité de deux à quatre couchages. La majorité d'entre elles étaient situées sur le pont 4 tandis que d'autres se trouvaient sous les garages sur le pont 2 ainsi que sur le pont 1 à l'arrière.

## Caractéristiques
Le Vana Tallinn mesurait 153,70 mètres de long pour 22,31 mètres de large et son tonnage était de 10 002. Le navire avait à sa mise en service une capacité 1 065 passagers et était pourvu d'un garage pouvant accueillir initialement 300 véhicules, puis 370, répartis sur 2 niveaux. La capacité commerciale sera par la suite portée à 1 500 passagers en 1990. Le garage était à accessible par trois portes rampes, une située à l'arrière et une à l'avant du navire. Des portes latérales était également présentes mais seront cependant condamnées. La propulsion était assurée initialement par quatre moteurs diesels B&W-Helsingør DM845HU développant une puissance de 12 945 kW entraînant deux hélices à pas variable faisant filer le bâtiment à une vitesse de 18 nœuds. Entre 1996 et 2001, les moteurs d'origine seront progressivement remplacés par deux moteurs Zgoda-Sulzer 6ZAL40S à tribord et deux moteurs Zgoda-Sulzer 8ZL40/48 à tribord. Le Vana Tallinn possédait huit embarcations de sauvetage ouvertes de taille taille moyenne, complétées par deux embarcation de secours de petite taille et un canot semi-rigide. En plus de ces principaux dispositifs, le navire disposait de plusieurs radeaux de sauvetage à coffre s'ouvrant automatiquement au contact de l'eau. Le navire était doté d'un propulseur d'étrave facilitant les manœuvres d'accostage et d'appareillage.

## Lignes desservies
Pour le compte de DFDS, le navire a tout d'abord navigué entre le Danemark et le Royaume-Uni sur la ligne Esbjerg - Harwich avant d'être transféré en 1983 entre le Danemark et la Norvège sur la ligne Copenhague - Oslo.
Pour la compagnie EstLine de 1990 à 1993, le navire a desservi la liaison suédo-estonienne Stockholm - Tallinn. De 1993 à 1994 il est employé entre la Norvège et le Danemark sur la ligne Larvik - Frederikshavn sous affrètement par la compagnie norvégienne Larvik Line.
Sous les couleurs de Tallink à partir de 1994, le navire relie dans un premier temps l'Estonie à la Finlande sur la ligne Tallinn - Helsinki. Transféré en 2002 sur la desserte de la Suède sur la ligne secondaire Paldiski - Kapellskär, il naviguera aussi brièvement entre Tallinn et Helsinki au début de l'année 2007 puis entre la Lettonie et la Suède sur la ligne Riga - Stockholm de 2007 à 2008. 
Pour AllFerries, le navire a terminé sa carrière en mer Adriatique entre l'Italie et l'Albanie sur la ligne Bari - Durrës de 2011 à 2012.